# Hendrika van der Pek

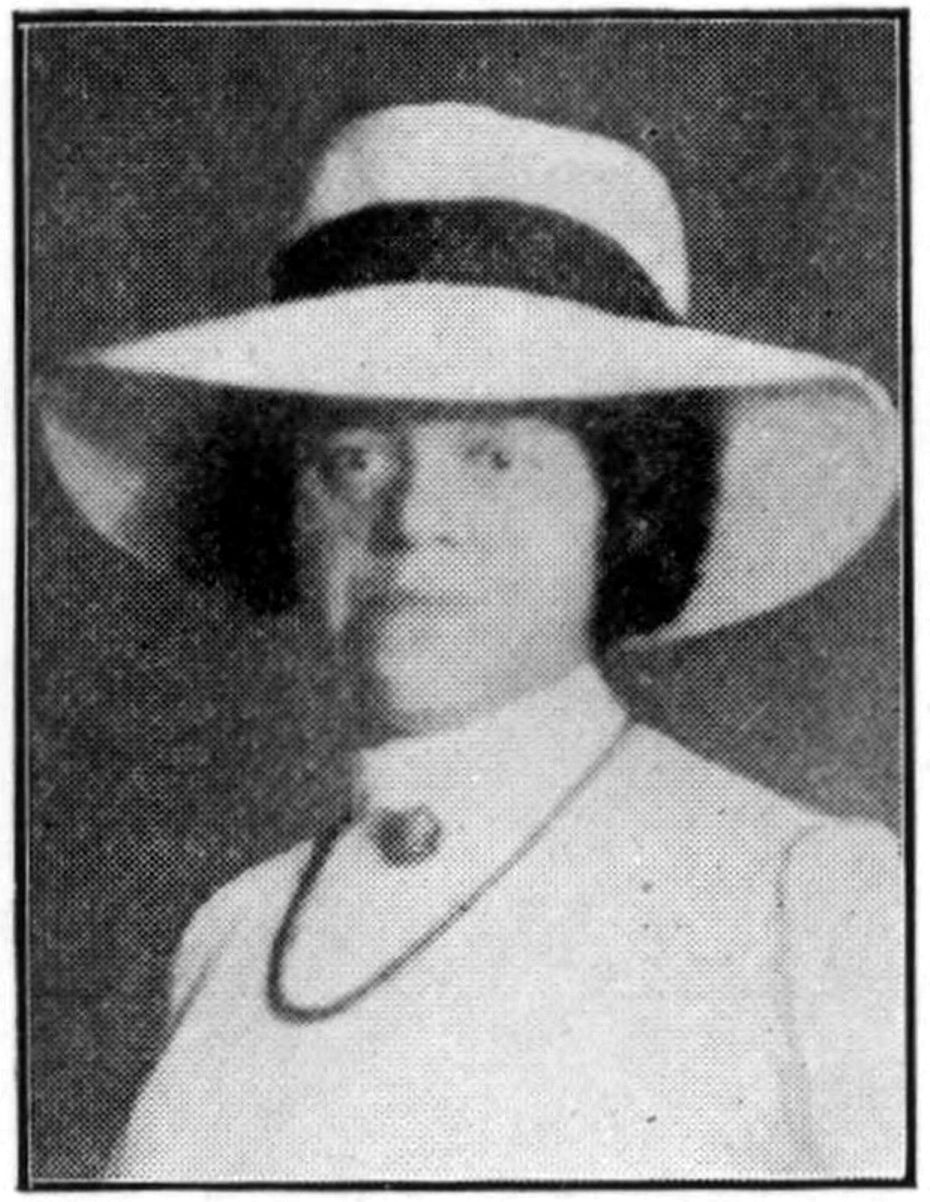
Hendrika Wilhelmina Jacoba van der Pek, 1913

Hendrika Wilhelmina Jacoba van der Pek (* 9. Januar 1867 in Amsterdam; † 23. August 1926 in Ankeveen) war eine niederländische Malerin.

## Leben und Werk

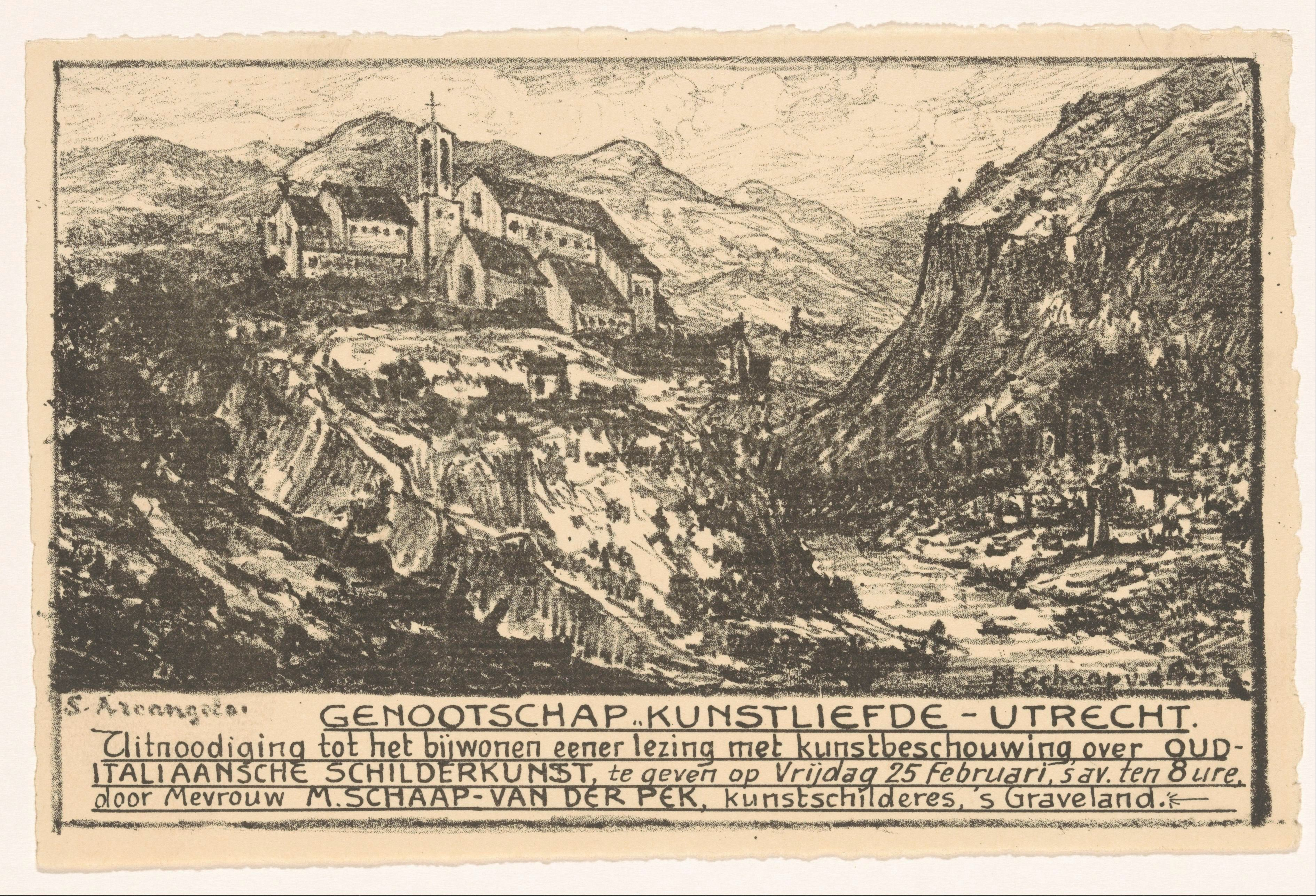
Entwurf für eine Einladung zu einem Vortrag von Hendrika van der Pek bei der Kunstliefde-Gesellschaft in Utrecht S. Arcangelo

Hendrika van der Pek wurde am 9. Januar 1867 in Amsterdam geboren. Ihr Vater war Jan Ernst van der Pek und ihre Mutter Anna Maria Ziegelaar. Sie heiratete am 30. April 1896 ihren Lehrer, den Maler Egbert Schaap. Sie besuchte die Rijksnormaalschool voor Teekenonderwijzers und die Rijksakademie van beeldende kunsten in Amsterdam. Ihre Lehrer waren ihr späterer Mann Egbert Schaap und Rudolf Stang. Sie gehörte der Künstlervereinigung Arti et Amicitiae an.
Nach der Hochzeit zog sie mit ihrem Mann in das malerische Dörfchen Kortenhoef. Dort lebten und arbeiteten sie. Sie waren zu Fuß, mit dem Fahrrad oder dem Ruderboot unterwegs, um in der freien Natur zu malen. Ihre farbenfrohen Werke strahlen fast immer eine unbeschwerte Stimmung aus. Gerne ging sie auf Reisen. Einige ihrer Landschaftsbilder erinnern an diese Reisen durch Frankreich, Deutschland und Italien.
Hendrika Schaap starb am 23. August 1926 in Ankeveen.
Sie gehörte – sechs Jahre nach ihrem Tod – als Künstlerin zum Team Niederlande im Rahmen der Kunstwettbewerbe bei den Olympischen Sommerspielen 1932 in Los Angeles. Dort wurden zwei ihrer Werke, Jumping Horseman und Harbor for Yachts, eingereicht.

## Ausstellungen
- 1892: 2. Jahresausstellung St. Lucas
- 1911: Vereeniging Sint Lucas (1), 21. Jahresausstellung
- 1911: Vereeniging Sint Lucas (2) : Ausstellung von Aquarellen, Zeichnungen, Grafiken und Kleinskulpturen von Vereinsmitgliedern
- 1912: Werke von Mitgliedern des Haager Kunstkreises
- 1912: Ausstellung von Gemälden, Aquarellen, Zeichnungen, Töpferwaren und anderen Kunstwerken, die zugunsten des öffentlichen Sanatoriums „Herema-State“ in Joure verlost werden
- 1912: Sint Lucas
- 1913: Sint Lucas Association, 22. Jahresausstellung